# Humboldt (Minnesota)
Humboldt es una ciudad ubicada en el condado de Kittson en el estado estadounidense de Minnesota. En el Censo de 2020 tenía una población de 41 habitantes y una densidad poblacional de 146,43 personas por km².

## Geografía
Humboldt se encuentra ubicada en las coordenadas 48°55′17″N 97°5′40″O / 48.92139, -97.09444. Según la Oficina del Censo de los Estados Unidos, Humboldt tiene una superficie total de 0.28 km², de la cual 0.28 km² corresponden a tierra firme y (0%) 0 km² es agua.

## Demografía
Según el censo de 2010, había 45 personas residiendo en Humboldt. La densidad de población era de 162,38 hab./km². De los 45 habitantes, Humboldt estaba compuesto por el 91.11% blancos, el 0% eran afroamericanos, el 0% eran amerindios, el 0% eran asiáticos, el 0% eran isleños del Pacífico, el 8.89% eran de otras razas y el 0% pertenecían a dos o más razas. Del total de la población el 13.33% eran hispanos o latinos de cualquier raza.